# Jean Behra
Jean Marie Behra, född 16 februari 1921 i Nice, död 1 augusti 1959 i Berlin i Tyskland, var en fransk racerförare.

## Racingkarriär
Behra var en av 1950-talets stora förarprofiler, men hans segrar kom ofta i lopp som inte ingick i formel 1-mästerskapet. Under största delen av sin karriär körde Behra för franska Gordini, men inför säsongen 1959 gick han till Ferrari. Efter en schism med stallchefen fick Behra sparken från Ferrari. I ett sportvagnslopp inför Tysklands Grand Prix 1959 på AVUS körde Behra Porsche. Han kraschade över nordkurvans bankning, kastades ur bilen mot en flaggstång och omkom.

## Formel 1-karriär
| Säsong | Stall/Tillverkare                          | Poäng | Placering |
| ------ | ------------------------------------------ | ----- | --------- |
| 1952   | Gordini                                    | 6     | 11        |
| 1953   | Gordini                                    | 0     | –         |
| 1954   | Gordini                                    | 0,1   | 26        |
| 1955   | Maserati                                   | 6     | 10        |
| 1956   | Maserati                                   | 22    | 4         |
| 1957   | Maserati                                   | 6     | 11        |
| 1958   | Ken Kavanagh (Maserati) BRM                | 9     | 11        |
| 1959   | Ferrari Jean Behra (Behra-Porsche-Porsche) | 2     | 17        |

| 1. Argentina 1956 2. Argentina 1957                                                                                           | \| 1. Schweiz 1952 2. Monaco 1955 3. Monaco 1956 4. Frankrike 1956 5. Storbritannien 1956 6. Tyskland 1956 7. Nederländerna 1958 \| |
| | |
| 1. Schweiz 1952 2. Monaco 1955 3. Monaco 1956 4. Frankrike 1956 5. Storbritannien 1956 6. Tyskland 1956 7. Nederländerna 1958 | |

| 1. Storbritannien 1954 | 1. Argentina 1954 |